# Monesedeiphus
Monesedeiphus è un genere estinto di pesci ossei appartenente all’ordine Palaeonisciformes, vissuto durante il Permiano inferiore. I suoi resti fossili sono stati ritrovati in Uruguay. L'unica specie nota è Monesedeiphus depressus.
Il genere è l’unico rappresentante della famiglia Monesedeiphidae.

## Descrizione
Monesedeiphus è considerato un rappresentante aberrante dei paleonisciformi, in quanto presenta una combinazione unica di tratti morfologici assenti nella maggior parte degli altri membri dell'ordine: la presenza di 15 ossa extrascapolari (un numero eccezionalmente elevato), 12 raggi branchiostegali (strutture associate al supporto branchiale), cinque suborbitali (ossa localizzate attorno alla regione oculare), ossa del tetto cranico ornamentate con tubercoli e striature di ganoina (un tipo di rivestimento osseo tipico nei pesci attinotterigi primitivi).
Queste caratteristiche suggeriscono un'evoluzione peculiare del cranio e dell’apparato branchiale rispetto agli altri attinotterigi permiani.

## Classificazione
Il genere Monesedeiphus fu descritto da Beltan nel 1989, sulla base di resti fossili ritrovati nella formazione San Gregorio in Uruguay, inizialmente attribuita al Carbonifero superiore ma in seguito attribuita al Permiano inferiore. Beltan descrisse il genere nell’ambito di uno studio sui pesci fossili del Permiano dell’Uruguay. In tale lavoro, Beltan istituì due nuove famiglie monotipiche di paleonisciformi: Monesedeiphidae (per Monesedeiphus) e Irajapintoseidae (per Irajapintoseidon). Le ascrisse all'ordine Cheirolepidiformes, comprendenti anche forme devoniane quali Cheirolepis. Attualmente i due generi sono considerati attinotterigi arcaici di incerta collocazione sistematica, forse affini al gruppo dei Coccocephalichtyidae.